# Островки (Забайкальский край)
Островки — село в Шилкинском районе Забайкальского края России. Входит в состав сельского поселения «Новоберёзовское». Основано в 1927 году.

## География
Село находится в северо-восточной части района, на берегах реки Хилы, при автодороге Р297, на расстоянии примерно 22 километров (по прямой) к северо-северо-западу (NNW) от города Шилки. Абсолютная высота — 652 метра над уровнем моря.
Климат
Климат характеризуется как резко континентальный, с продолжительной холодной зимой и коротким тёплым летом. Среднегодовая температура воздуха составляет −2,7 — −1,6 °С. Средняя многолетняя температура самого холодного месяца (января) составляет −29 — −25 °С (абсолютный минимум — −51 °С), температура самого тёплого (июля) — 18 — 20 °С (абсолютный максимум — 40 °С). Среднегодовое количество осадков — 350 мм. Продолжительность безморозного периода составляет 110 дней.
Часовой пояс
Село Островки находится в часовой зоне МСК+6. Смещение применяемого времени относительно UTC составляет +9:00.

## Население
| 2010 | 2021 |
| ---- | ---- |
| 127  | ↘96  |

Половой состав
По данным Всероссийской переписи населения 2010 года в гендерной структуре населения мужчины составляли 52 %, женщины — соответственно 48 %.
Национальный состав
Согласно результатам переписи 2002 года, в национальной структуре населения русские составляли 98 % из 168 чел.

## Инфраструктура
Функционирует фельдшерско-акушерский пункт.